# Ieva Simonaitytė
Ieva Simonaitytė lub Ewa Simoneit (ur. 23 stycznia 1897 w Vanagai, zm. 27 sierpnia 1978 w Wilnie) – litewska pisarka i poetka. Była przedstawicielką Małej Litwy i okręgu kłajpedzkiego, czyli terytoriów byłych Prus Wschodnich z przeważającą (choć liczebnie malejącą) populacją Litwinów. Przychylność krytyków literackich zyskała, napisawszy powieść Aukštujų Šimonių likimas (Losy rodziny Šimoniai z Aukštujai) z roku 1935.

## Życiorys
Simonaitytė urodziła się w małej wiosce Vanagai (ówcześnie Wannaggen w niemieckich Prusach Wschodnich) w okręgu kłajpedzkim. W wieku pięciu lat zachorowała na gruźlicę, która uszkodziła jej kości, przez co musiała chodzić o lasce. Pochodziła z biednej wiejskiej rodziny; wychowywana bez ojca. Od najmłodszych lat musiała pracować jako gęsiarka lub opiekunka do dzieci. Pisać i czytać nauczyła ją matka. Simonaitytė była w znacznym stopniu samoukiem. Od 1912 do 1914 była leczona na gruźlicę w Węgorzewie (ówczesny Angerburg). Kiedy jej stan zdrowia się poprawił, wróciła do domu. Zainspirowana I wojną światową rozpoczęła karierę literacką, publikując wiersze i opowiadania w litewskich czasopismach wydawanych na Małej Litwie. By zarobić na utrzymanie, do 1921 pracowała jako szwaczka. Następnie przeprowadziła się do Kłajpedy, gdzie wieczorowo uczyła się zawodów maszynistki i stenografistki. Pracowała jako sekretarka i tłumaczka. W pewnym stopniu zaangażowała się w życie polityczne okręgu Kłajpedy, uczestnicząc w powstaniu kłajpedzkim w 1923, pracując w lokalnym sejmiku (parlamencie utworzonym w celu zapewnienia autonomii regionowi), a także zeznając w procesach nazistów w 1934.
Przełom w karierze literackiej nastąpił w 1935 po publikacji Aukštujų Šimonių likimas. Otrzymała od państwa nagrodę literacką i rentę. Postanowiła do końca życia zajmować się literaturą. Po niemieckim ultimatum wobec Litwy w 1939 Kłajpeda została zaanektowana przez nazistowskie Niemcy, więc Simonaitytė przeprowadziła się do Kowna. W 1963 przeniosła się do Wilna. W 1961 kupiła w Prekulach (w pobliżu Kłajpedy) domek letniskowy, gdzie spędzała większość lata. W 1984 dom ten został przekształcony w muzeum jej pamięci. Pisarka zmarła w 1978 w Wilnie, a pochowano ją na Wzgórzu Pisarzy na cmentarzu na Antokolu.

## Dzieła
Najbardziej znana powieść pisarki, Aukštujų Šimonių likimas, przedstawia losy rodziny Šimoniai od XVIII do XX wieku w niezależnych odcinkach. Początkowo silna i dobrze prosperująca rodzina zaczyna słabnąć, próbując stawiać opór niemieckim kolonistom. Rodzina traci swój majątek, kulturę etniczną i tożsamość. Wątki historyczne nie stanowią autentycznych wydarzeń – są wytworem wyobraźni autorki podsycanej przez romantyczne rekonstrukcje. Autorka przekazuje wiele informacji dotyczących etnografii i starych zwyczajów, a czyni to w najmniejszych szczegółach. Kiedy język i obyczaje Litwinów nieuchronnie i stopniowo zanikają pod naciskiem bezwzględnych Niemców, walka pomiędzy dwiema kulturami nabiera aury fatalistycznej. Choć negatywny ich koniec jest nieunikniony, sytuacja z każdym krokiem wydaje się coraz bardziej bolesna i przykra.
Vilius Karalius (Król Vilius), dwutomowa praca wydana w 1936 i 1956, jest w pewnym zakresie podobna do Aukštujų Šimonių likimas. Powieść również przedstawia historię kilku pokoleń Litwinów Pruskich, jednak wzbogacona jest o obserwacje psychologiczne i społeczne.
Simonaitytė napisała również kilka książek autobiograficznych:
- Be tėvo (Bez ojca) z 1941
- ... O buvo taip (A więc było tak...) z 1960
- Ne ta pastogė (Inny dom) z 1962
- Nebaigta knyga (Nieukończona książka) z 1965

Pisarka była krytykowana głównie za zbyt rozwlekłe opisy, przesadną sentymentalność, a w późniejszych pracach również za głoszenie banałów socrealizmu. Jej dzieła były cenzurowane i nieustannie poprawiane przez władze radzieckie. Dla przykładu, sześć lat zajęło dostosowywanie do wymogów ideologii radzieckiej powieści Pikčiurnienė opowiadającej o kobiecie, która została pożarta przez własną chciwość. Dzieło zostało przekształcone w groteskę ukazującą chciwość i okrucieństwo wśród klas uprzywilejowanych (buožė w terminologii sowieckiej), co miało usprawiedliwiać radziecki ucisk.